# 2001年ポーランド議会選挙
2001年ポーランド議会選挙（2001ねんポーランドぎかいせんきょ）は、ポーランド共和国の立法府であるセイム（下院）とセナト（上院）の議員を選出するために2001年9月23日に行われた第3共和制下のポーランドにおける選挙である。

## 基礎データ
- 大統領：アレクサンデル・クファシニェフスキ（Aleksander KWAŚNIEWSKI、無所属、民主左翼連合推薦） - 2000年10月5日の大統領選挙で当選。
- 首相：イェジ・ブゼク（Jerzy BUZEK） - 「連帯」選挙行動（AWS）と自由連合（UW）の連立政権であったが、UWが連立を離脱した2000年6月以降はAWS単独内閣となった。
- 定数
  - セイム：460議席
  - セナト：100議席
- 選挙制度
  - セイム：比例代表制（非拘束名簿式） - 少数政党乱立を防止するため、全国集計で得票率5%以上を獲得した政党のみに議席配分される。この選挙から全国区が廃止され、全国41選挙区に分割された。また議席配分方法もドント式から修正サンラグ方式に変更された。
  - セナト：大選挙区制
- 選挙権：18歳以上のポーランド国民
- 被選挙権
  - セイム：満21歳以上のポーランド国民
  - セナト：満30歳以上のポーランド国民

## 選挙結果
- 投票日：2001年9月23日
- 登録有権者数：29,364,445名
- 投票率
  - セイム：46.29％
  - セナト：46.27％
- 投票者数
  - セイム：13,559,412名
  - セナト：13,551,502名
- 有効票数
  - セイム：13,017,929票
  - セナト：13,072,323票

| 党派（政党連合） | 党派（政党連合）                   | 党派（政党連合）            | 得票数    | 得票率 | 議席数 | 議席率 |
| ---------------- | ---------------------------------- | --------------------------- | --------- | ------ | ------ | ------ |
| ■                | 民主左翼連合＝ 労働連合 （SLD-UP） | 民主左翼連合（SLD）         | 5,342,519 | 41.04  | 216    | 46.96  |
| ■                | 民主左翼連合＝ 労働連合 （SLD-UP） | 労働連合（UP）              | 5,342,519 | 41.04  | 216    | 46.96  |
| ■                | 民主左翼連合＝ 労働連合 （SLD-UP） | ポーランド年金者党（KPEiR） | 5,342,519 | 41.04  | 216    | 46.96  |
| ■                | 市民プラットフォーム（PO）         | 市民プラットフォーム（PO）  | 1,651,099 | 12.68  | 65     | 14.13  |
| ■                | 自衛（Samoobrona）                 | 自衛（Samoobrona）          | 1,327,624 | 10.20  | 53     | 11.52  |
| ■                | 法と正義（PiS）                    | 法と正義（PiS）             | 1,236,787 | 9.50   | 44     | 9.57   |
| ■                | ポーランド農民党（PSL）            | ポーランド農民党（PSL）     | 1,168,659 | 8.98   | 42     | 9.13   |
| ■                | ポーランド家族同盟（LPR）          | ポーランド家族同盟（LPR）   | 1,025,148 | 7.87   | 38     | 8.26   |
| ■                | ドイツ少数民族（MnN）              | ドイツ少数民族（MnN）       | 47,230    | 0.36   | 2      | 0.43   |
| 合計             | 合計                               | 合計                        | 合計      | 合計   | 460    | 100.00 |

| 党派（政党連合） | 党派（政党連合）                         | 党派（政党連合）             | 議席数 | 議席率 |
| ---------------- | ---------------------------------------- | ---------------------------- | ------ | ------ |
| ■                | 民主左翼連合 労働連合 （SLD-UP）         | 民主左翼連合（SLD）          | 75     | 75.00  |
| ■                | 民主左翼連合 労働連合 （SLD-UP）         | 労働連合（UP）               | 75     | 75.00  |
| ■                | ブロック セナト 2001 （Blok Senat 2001） | 「連帯」選挙行動右派（AWSP） | 15     | 15.00  |
| ■                | ブロック セナト 2001 （Blok Senat 2001） | 法と正義（Pis）              | 15     | 15.00  |
| ■                | ブロック セナト 2001 （Blok Senat 2001） | 市民プラットフォーム（PO）   | 15     | 15.00  |
| ■                | ブロック セナト 2001 （Blok Senat 2001） | ポーランド再生運動（ROP）    | 15     | 15.00  |
| ■                | ブロック セナト 2001 （Blok Senat 2001） | 自由連合（UW）               | 15     | 15.00  |
| ■                | ポーランド農民党（PSL）                  | ポーランド農民党（PSL）      | 4      | 4.00   |
| ■                | 自衛（Samoobrona）                       | 自衛（Samoobrona）           | 2      | 2.00   |
| ■                | ポーランド家族同盟（LPR）                | ポーランド家族同盟（LPR）    | 2      | 2.00   |
|                  | 諸派                                     | 諸派                         | 2      | 2.00   |
| 合計             | 合計                                     | 合計                         | 100    | 100.00 |

出典：ポスト社会主義諸国 政党・選挙ハンドブックⅠ (PDF)  - 京都大学地域研究統合情報センター